# Прогиб

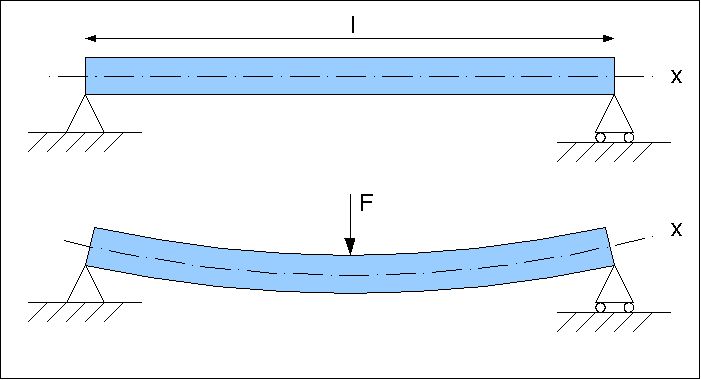
Схематическое изображение деформации изгиба нагруженной балки

Прогиб — в строительной механике — перемещение центра тяжести сечения в деформированном состоянии.
Как правило, при ограничении прогибов речь ведётся о балочных или консольных конструкциях, а рассматриваемая точка находится в середине пролёта (для балочных конструкций) или на конце консоли. В более сложных системах при различных сочетаниях нагрузок положение характерной точки может быть различным.
В расчётах большинства строительных конструкций учитывается влияние изгибающих моментов, а вкладом поперечных сил пренебрегают.
При вычислении перемещений деформируемых систем (а определение прогиба является частным случаем этого) в сопротивлении материалов применяется допущение о малости углов поворота сечений. Реальные конструкции испытывают малые искривления (относительный прогиб {\displaystyle f/L=10^{-3}-10^{-2}}, так что это не сказывается на точности расчётов.

## Нормирование
Определение перемещений систем и сравнение их с предельно допустимыми значениями выполняется в ходе расчетов по второй группе предельных состояний (II ГПС).
Во II ГПС входят состояния, затрудняющие нормальную эксплуатацию вследствие экстремальных углов поворотов, прогибов, перемещений, ускорений и т. д. Как правило, данные параметры ограничиваются исходя из эстетико-психологических и физиологических требований. В отдельных случаях учитываются конструктивные или технологические требования (например, предельно допустимые прогибы подкрановых балок).
Невыполнение нормативных требований по II ГПС обычно не влечёт за собой необратимых последствий, но может служить сигналом о недостаточной несущей способности сечения (например, видимые на глаз прогибы железобетонных плит перекрытия могут свидетельствовать о недостаточной несущей способности сечений этих плит). Важно отметить, что характерные видимые прогибы (менее {\displaystyle 1/100}) необязательно свидетельствуют о перегрузке конструкций.
При расчётах по II ГПС используются нагрузки по II ГПС с коэффициентом надёжности по нагрузке, равным единице (численно равны нормативным нагрузкам).